# Otroci New Yorku
Otroci New Yorku (v anglickém originále Slaves of New York) je americké komediální drama z roku 1989. Natočil jej režisér James Ivory podle scénáře Tamy Janowitz. Ta scénář původně napsala pro Andyho Warhola. Hráli v něm například Bernadette Peters, Mary Beth Hurt, Steve Buscemi a další. Autorem originální hudby k filmu je Richard Robbins, dále v něm byly použity písně například od Neneh Cherry, Boy George a Ziggyho Marleyho.